# أغوات
الأغوات هم جماعة من الناس تقوم بخدمة الحرمين الشريفين في مكة والمدينة، ويعود لفظ آغا أعجمية مستعملة في اللغات التركية والكردية والفارسية فعند الأكراد تطلق على شيوخهم وكبارهم وتطلق عند الأتراك على الرئيس والسيد وتطلق في الفارسية على رئيس الأسرة، وصارت كلمة آغا أيام الدولة العثمانية تطلق على الشيخ أو السيد وصاحب الأرض ورئيس خدمة البيت وكان كثير من خدمة الحكومة في الوظائف العسكرية يلقبون بكلمة آغا وكانت تطلق أيضا على الخصيان الخادمين في القصر. وفي مكة والمدينة لفظة خاصة بخدمة الحرمين الشريفين.

## تاريخ الأغوات
يعود تاريخ الأغوات إلى عهد الصحابي معاوية بن أبي سفيان فهو أول من وضع خدامًا للكعبة من العبيد، وأول من اتخذ الخصيان لخدمة الكعبة هو يزيد بن معاوية ويرى رفعت باشا أن أول من رتب الأغوات في المسجد الحرام هو أبو جعفر المنصور، أما أغوات الحرم النبوي الشريف فيعود تاريخهم إلى زمن الملك الناصر صلاح الدين بن أيوب فهو أول من عيّن خصيانا لخدمة المسجد النبوي الشريف.

## لباس الأغوات
ظل الأغوات على مر العصور يتميزون بزي معين فقد وصفهم ابن بطوطة في رحلته قائلا: «وخدام هذا المسجد الشريف وسدنته من الأحابيش وسواهم وهم على هيئات حسان، وصور نظاف، وملابس ظراف، وكبيرهم يعرف بشيخ الخدام، وهو في هيئة الأمراء الكبار، ولهم المرتبات بديار مصر والشام، ويؤتى إليهم بها في كل سنة».
وفي أيام الدولة العثمانية كان الأغوات يلبسون عباءات إستانبولية وأثوابا واسعة مطرزة مشدودا عليها حزام ويحملون في أيديهم عصيا طويلة ويضعون على رؤسهم غطاء ويقال إن السلطان سليمان القانوني هو الذي رتبهم على هذا الوضع في القرن السادس عشر الميلادي أما لباسهم اليوم فيتكون من رداء يسمى الرجبة ورداء يوضع على الكتف يسمى الحزام وغطاء يوضع على الرأس يسمى القاووق.
وفي القديم كانوا يشددون في الزي فالآغا في القديم لا يلبس ثوبا وزرار رقبته مفتوحة ومن فعل ذلك يعاقب بالضرب وكانوا يلبسون الساعة أو الخاتم ولا يمسكون الشمسية أما لباسهم اليوم لا يزيد على ما وصفنا آنفا.
ويتميز الأغوات على بعضهم البعض بشارات وعلامات حسب رتبهم وتظهر هذه العلامات في الزي الذي يرتدونه فالخبزية يضعون على رؤوسهم شاشا مصنوعا من القصب يسمى فرخ يشمك يلفون به الطربوش (القاووق) والذي يرتدون هذا الزي هم كبار الأغوات من درجة خبزي فما فوق.
كما يمكن التمييز بين درجات الأغوات ومراتبهم بواسطة استعمال الشال (حزام من صوف) على كيفيات معينة فمن كان منهم في درجة الخبزية فما فوقها فإنه يضع الشال على الكتف ومن كان دون درجة الخبزية فانه يربط الشال في وسطه. وتحت الرداء (الرجبة أو الفرجية) يلبسون الثوب والكوت أو السديرية والسروال الطويل وهذا الزي الذي يظهر فيه الأغوات هو زي العمل وبعد انتهاء العمل وعودتهم إلى بيوتهم فأنهم يلبسون الملابس المعتادة
وللاغوات مراتب أعلاها رتبة شيخ الأغوات وهو ناظر أوقافهم والمسؤول عن سير أعمالهم.

## الالتحاق بسلك الأغوات
يشترط في الذي يريد الالتحاق بسلك الأغوات أن يكون مخصيا وأن يقبل تطبيق نظام الأغوات عليه وأن يرابط في الحرم مدة سبع سنوات متواصلة بناء على جدول المناوبة للأغوات وأن يؤدي واجبه على أكمل وجه وأن يطيع أوامر رؤسائه وأن يتمتع بصحة جيدة.
وفي السابق كان البحث عن الذين تتوفر فيهم الشروط المذكورة يتم عن طريق الأغوات الذين يسافرون من أجل هذه المهمة فإذا وجدوا من تتوفر فيهم الشروط فإنهم يخبرون به شيخ الأغوات فيكتب بشأنه إلى المقام السامي فيأمر وزير الحج والأوقاف بتعيينه ومنحه الجنسية السعودية ويتم إحضار الآغا عن طريق السفارة السعودية وبعد قدومه يجري عليه الكشف الطبي ويعرف بالنظام الذي يحكم الأغوات ثم يرفع ملفه إلى وزارة الحج والأوقاف (وزارة الحج والعمرة حاليا).
وأما في الوقت الحاضر فلا يقبل استقدام أغوات جدد بناء على أوامر سامية وآخر آغا تعيّن بهذا المنصب كان سنة 1399هـ وعدد الأغوات في الوقت الحاضر أربعة عشر آغا في الحرم المكي واثنا عشر آغا في الحرم المدني الشريف.

## الأغوات في الزمن المعاصر
بدأ الاهتمام بالأغوات مع بداية العهد السعودي حيث في سنة 1346هـ صدر مرسوم ملكي من عبد العزيز آل سعود نصه «فبخصوص أغوات الحرم المكي فهم بأمورهم الخاصة على ما كانوا عليه ولا يحق لأحد أن يعترض عليهم أو يتدخل في شؤونهم».
وبعد وفاة عبد العزيز آل سعود أيّد ابنه الملك سعود تقرير والده بتقرير هذا نصه «أننا نقر أغوات الحرم المكي أن يبقوا على الترتيب والعادة التي يسيرون عليها في أمورهم الخاصة وألا يتعرض لهم في هذه الأمور أو يتدخل في هذه الشؤون أحد».
ويذكر الأغوات أن الملك فهد يرسل إليهم كل عام مبالغ مالية ومشالح تصلهم عن طريق الرئاسة العامة لشؤون المسجد الحرام والمسجد النبوي. وكما تصرف لهم مرتبات إضافة إلى عوائد الأوقاف التي توزع عليهم بالتساوي وأوقافهم منتشرة في مكة المكرمة والمدينة المنورة وجدة والطائف والأحساء ولهم أوقاف في العراق والمغرب واليمن.
توقف الاغوات حاليا عن أداء مهامهم في خدمة الحرمين بسبب كبر سنهم وحالتهم الصحية، وأن القليل منهم كان يحضر للصلاة فقط في المسجد النبوي الشريف.
وفي تاريخ 20 نوفمبر لعام 2023م الموافق للثامن من شهر جمادى الأول لعام 1445هـ، توفي آخر أغوات المسجد النبوي وهو الشيخ موصل.

## وظائف الأغوات
في السابق كان الأغوات يقومون باثنين وأربعين وظيفة في الحرمين الشريفين منها غسل المطاف وتنظيف الحرمين من فضلات الحمام وإنارة القناديل وحمل مفاتيح الحجرة وغير ذلك من الأعمال أما في الوقت الحاضر فقد انحصر عملهم في أربع وظائف هي:
- المشاركة في استقبال الملك والوفد المرافق له.
- خدمة ضيوف الدولة من رؤساء ووزراء وغيرهم من المرافقين والتابعين حيث يفرشون لهم السجاد ويقدمون لهم ماء زمزم.
- فصل النساء عن الرجال أثناء الطواف ومنع النساء من الطواف بعد الأذان.
- وفي المسجد النبوي الشريف يقوم الأغوات بتنظيف الحجرة النبوية وفتحها للضيوف عند الحاجة واستقبال ضيوف الدولة عند باب السلام ومرافقتهم وملازمتهم إلى أن يغادروا المسجد النبوي الشريف.

للأغوات موقع خاص يجتمعون فيه، في المسجد النبوي الشريف هناك موقع يعرف بالصُّفّة أو كما يقال بالعامية دكة الأغوات، وهو في الركن الشمالي الشرقي من المسجد النبوي.